# レサカ
レサカ(バスク語: Lesaka, スペイン語: Lesaca)は、スペイン・ナバーラ州のムニシピオ（基礎自治体）。公式名はバスク語のLesaka。ナバーラ州は3つの言語圏を設定しており、レサカはスペイン語とともにバスク語も公用語に指定されている「バスク語圏」に含まれている。

## 名称
レサカという名称の起源は明らかにされていない。フランス領バスク出身のバスク語文学・地名学教授であるジャン＝バティスト・オルプスタンは、「小川が流れる場所」という意味を持つラトゥサガ(Latsaga)という地名がラテン語化したとする説を唱えた。民俗学者のフリオ・カロ・バロハは、ビスカヤ県のムンダカ(Mundaca)やメニャーカ(Meñaca)、アラゴン州のハカ(Jaca)のように、「-aca」という地名接尾辞を持つ別の地名が関係するとても古い地名であるとした。レサカ住民を表す単語はlesakarra（レサカラ）である。

## 地理

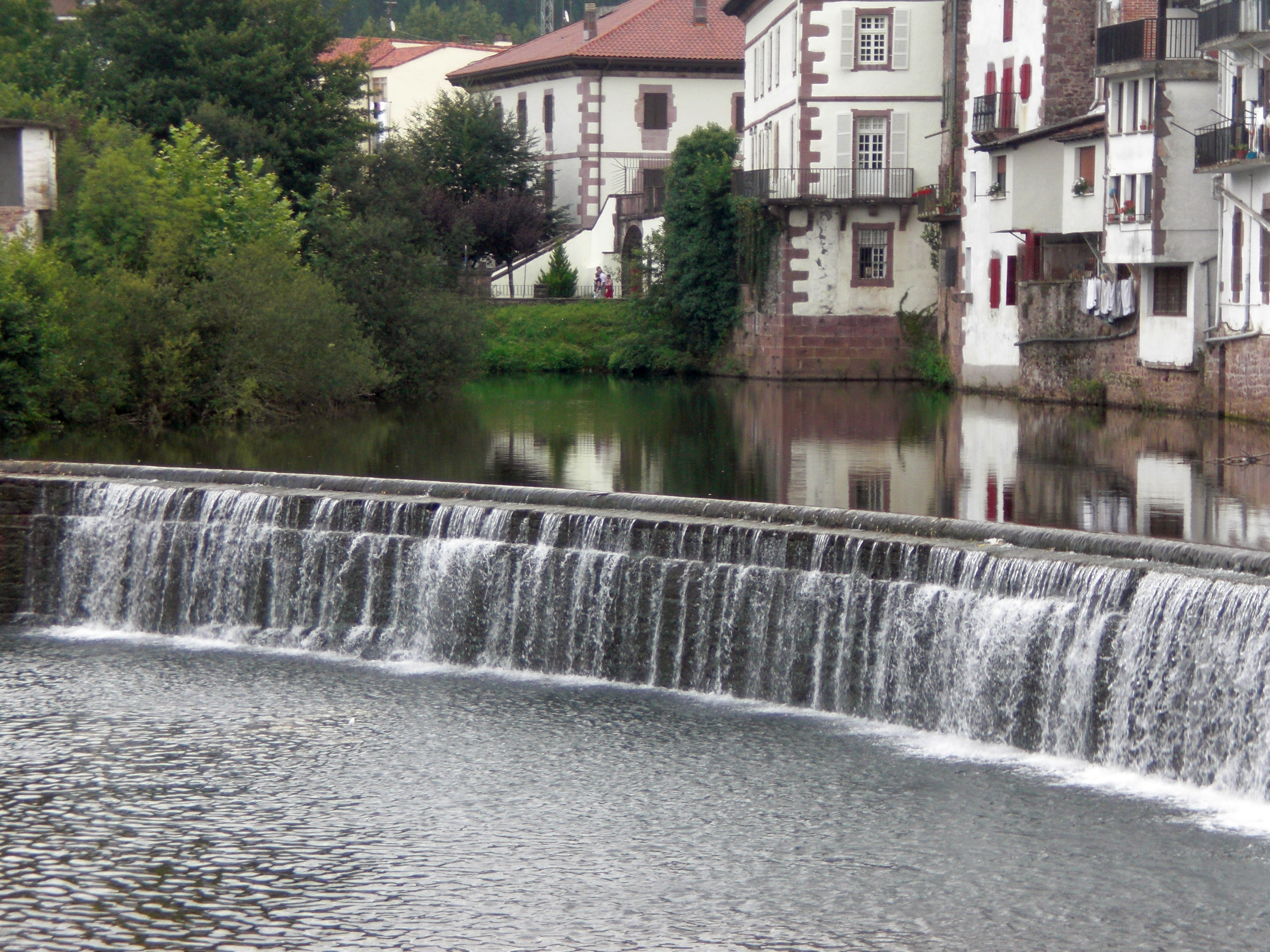
レサカを流れるオニーン川

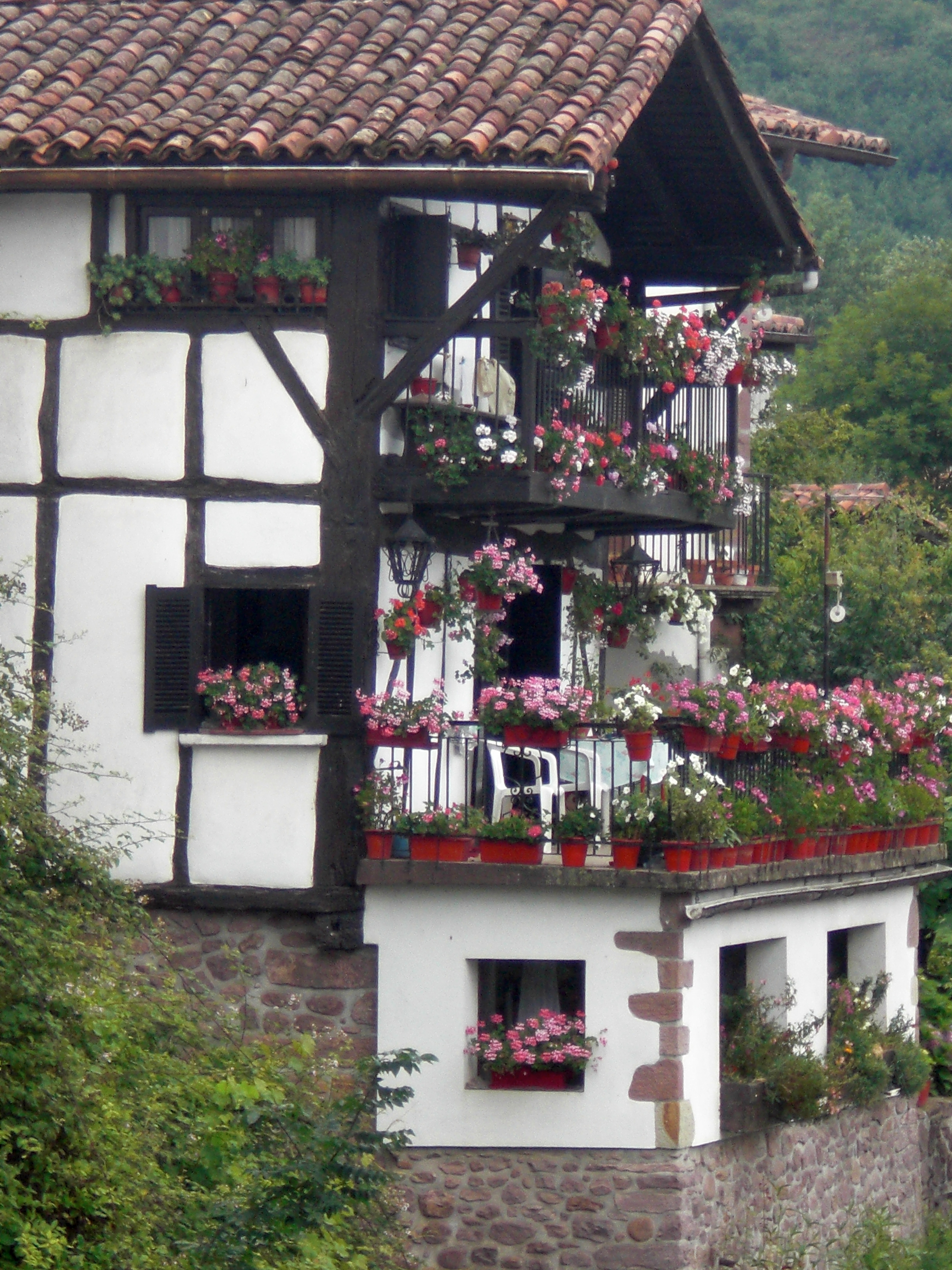
レサカの家々

レサカはナバーラ州北部に位置しており、標高は77mである。面積は57.4km2であり、北はバスク州ギプスコア県イルンと、南はゴイスエタやアラナスと、西はジャンシやエチャラルと自治体境界を接している。レサカの経済はトウモロコシ・豆類・リンゴなどの農業、ヒツジやウシなどの牧畜業に基づいている。

### 地区
| - アルカジャーガ地区 : 201人 - アウソベリ地区 : 25人 - ビウラナ地区 : 31人 - カスタスペギ地区 : 57人 - エンダラ地区 : 18人 - エンダルラサ地区 : 0人 - フライン地区 : 116人 | - イソツァルデア地区 : 57人 - レサカ地区 : 1,970人 - ナバス地区 : 129人 - オトゥサンゴ・アウソア地区 : 60人 - サラ地区 : 34人 - サライン地区 : 44人 |

## 祭礼
- 謝肉祭 : レサカの謝肉祭
- 7月7日 : サン・フェルミン祭
- 12月24日 : オレンツェロ

### サン・フェルミン祭
聖フェルミンは紀元1世紀にパンプローナで司祭となり、宣教活動中に殉教した聖人である。やがてパンプローナとナバーラ地方の守護聖人となり、パンプローナではサン・フェルミン祭が行われるようになった。パンプローナのサン・フェルミン祭はアーネスト・ヘミングウェイの小説『日はまた昇る』に書かれたエンシエロ（牛追い）で有名である。
7月7日の聖フェルミンの日には聖フェルミンを称えるサン・フェルミン祭が行われるが、レサカの守護聖人は聖フェルミンではない。
バスク地方の隅々にキリスト教が広まったのは10世紀頃であるとされる。15世紀にはレサカの町を流れるオニーン川の両側の地区が対立し、仲違いを解消するために祭礼が始まった。16世紀末までは10月10日にこの祭礼が行われていたが、1591年に聖フェルミンの日である7月7日に祭礼が移された。オニーン川に架かる橋の護岸壁の上で、両岸の地区を代表した若者7人ずつが、5/8拍子のリズムに合わせて剣舞を行う。最後に町長が橋の上で旗を振り、仲違い解消の調印儀式を行う。人々はオニーン川から中央広場に移り、再び剣舞やその他の舞踊を行う。

### オレンツェロ
毎年12月24日のクリスマスイブにはオレンツェロが祝われる。オレンツェロはバスク地方の山に住んでいるとされる大食漢の炭焼き職人であり、かつてイエス・キリストの誕生を伝えに山から下り、人々はその知らせを聞いてオレンツェロをもてなしたとする伝承がある。バスク地方では、子供たちがクリスマスイブにオレンツェロの人形を担いで家々を回る風習があり、家々はやってきた子供たちに御祝儀を渡す。オレンツェロはこの地方土着の「サンタクロース」であり、クリスマスの贈り物はオレンツェロが持ってくるとされる。
毎年12月24日、レサカでは様々な子供たちのグループがオレンツェロの仮装を行い、その表現方法、制作技術、民族衣装、オレンツェロの讃歌などを審査するコンテストが行われる。男児は牧童の仕事着、ベレー帽、ヒツジの毛皮、革の草鞋を着込み、女児は髪の覆い、肩かけマント、格子柄のブラウス、スカート、エプロンを着込んでコンテストに参加する。

## 人口
| レサカの人口推移 1900－2001                             |
|                                                         |
| 出典:INE（スペイン国立統計局）1900年 - 1991年、1996年 - |

## 政治
1979年に民主化後初の地方自治体選挙が行われて以来、レサカ議会は11人で構成されている。2007年の地方自治体選挙では、バスク民族主義党(PNV-EAJ)、オニン・ウダル・タルデア(OUT)、バスク連帯(EA)が候補者を出し、バスク民族主義党が5議席、オニン・ウダル・タルデアが4議席、バスク連帯が2議席を獲得した。2011年の地方自治体選挙では、ビルドゥ、バスク民族主義党、ナバーラ社会党(PSN-PSOE)、ナバーラ住民連合(UPN)が候補者を出し、ビルドゥが6議席、バスク民族主義党が5議席を獲得した。

### 議会
| 政党                           | 2011年 | 2011年 | 2011年 | 2007年 | 2007年 | 2007年 |
| 政党                           | 得票数 | 得票率 | 議席数 | 得票数 | 得票率 | 議席数 |
| ビルドゥEA-アルテルナティーバ  | 731    | 46.65% | 6      | -      | -      | -      |
| バスク民族主義党 (EAJ-PNV)     | 670    | 42.76% | 5      | 658    | 47.2%  | 5      |
| ナバーラ社会党-PSOE (PSN-PSOE) | 77     | 4,91%  | 0      | -      | -      | -      |
| ナバーラ住民連合 (UPN)         | 46     | 2.94%  | 0      | -      | -      | -      |
| オニン・ウダル・タルデア (OUT) | -      | -      | -      | 451    | 32.35% | 4      |
| バスク連帯 (EA)                | -      | -      | -      | 261    | 18.72% | 2      |

### 首長
| 在任期間  | 名前                                     | 政党                  |
| --------- | ---------------------------------------- | --------------------- |
| 1979-1983 |                                          |                       |
| 1983-1987 |                                          |                       |
| 1987-1991 |                                          |                       |
| 1991-1995 |                                          |                       |
| 1995-1999 |                                          |                       |
| 1999-2003 |                                          |                       |
| 2003-2007 | コルド・エルキシア・オトゥソテコ         | バスク連帯(EA)        |
| 2007-2011 | フアン・フェルミン・ミチェレナ・ララルデ | バスク民族主義党(PNV) |
| 2011-2015 | ペイオ・エチャビデ・ガルシーア           | ビルドゥ              |
| 2015-2019 |                                          |                       |

## 見どころ
- 民間建築

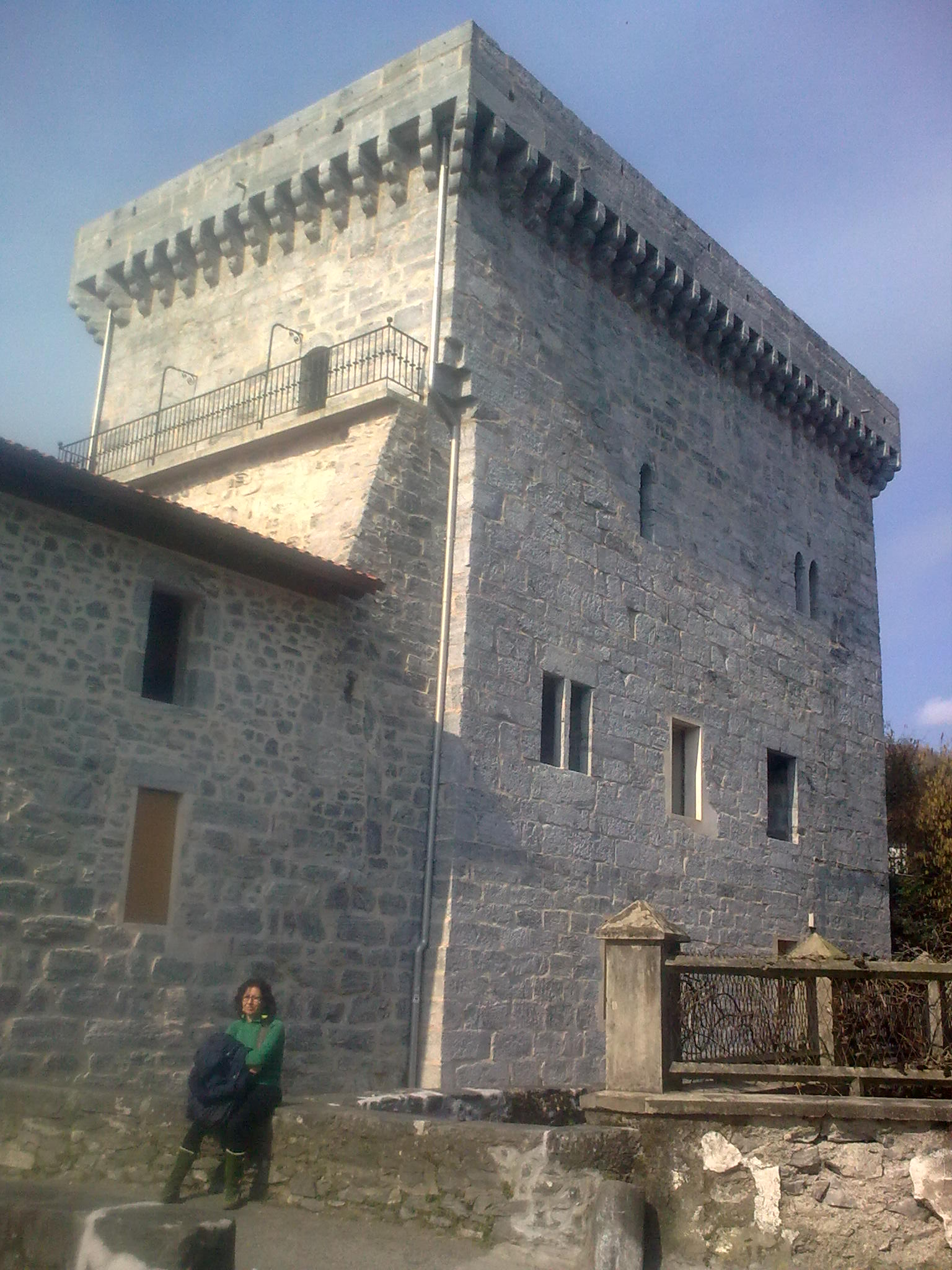
サバレタの塔

  - サバレタの塔 : 1450年頃にオチョア・ロペス・デ・サバレタによって再建された中世の武器庫。
  - ミンジュリネア邸 : 15世紀の領主の邸宅。

- 宗教建築
  - サン・マルティン・デ・トゥール教会 : 16世紀に建設された教会。ロココ様式の祭壇画を有する。
  - ヌエストラ・セニョーラ・デ・ロス・ドローレス : 18世紀に建設されたカルメル会の修道院。
  - サン・アントニオ・アバド修道院
  - サルバトーレ修道院

## 出身人物
- シャビエル・シルベイラ（スペイン語版） : ベルチョラリ（バスク地方の即興詩歌人）。
- シャビエル・エルキシア（バスク語版） : ミュージシャン・ジャーナリスト。
- タシオ・エルキシア（スペイン語版） : 政治家。エリ・バタスナのメンバー。
- アルフォンソ・ロドリゲス・アルダベ（スペイン語版） : 哲学者・歴史学者・外交官。マリア・サンブラノの夫。
- フランシスコ・ハビエル・イラソキ（スペイン語版） : 詩人・著作家・音楽評論家。
- フリアン・イアンツィ（スペイン語版） : テレビ司会者。
- サンティアゴ・イリゴージェン（スペイン語版） : チストゥ（バスク地方の民族楽器）奏者。作曲家。
- ガブリエル・デ・ラサガ（スペイン語版） : 軍人。